# ヴェリエール＝ル＝ビュイッソン
ヴェリエール＝ル＝ビュイッソンまたはヴェリエール＝ル＝ビュイソン（Verrières-le-Buisson）は、フランス、イル・ド・フランス地域圏、エソンヌ県のコミューン。
パリを取り巻く有数の環状地帯であるクーロンヌの1つ、オー＝ド＝セーヌ県と接し、社会的にもパリに近い。ヴェリエール＝ル＝ビュイッソンは既に18世紀から、圏内の森で歴代のフランス王たちが狩猟をしてきたことで評価されているが、現在は首都や、田園の特徴を持つビエーヴル川谷への入り口であるまさに『緑の肺』であるヴェリエールの森があることでパリ市民に知られている。園芸会社であるヴィルモラン社の創始者ヴィルモラン家が選んだ土地であるため、園芸学や植物学の分野でも有名である。この豊かな一族は、町にヴィルモラン樹木園（fr）をつくり、1960年代に重要な都市化が進んだにもかかわらず、樹木園は地域圏の自然保護区となり、『樹木園の町』（Ville Arboretum） という称号を残した · 。

## 地理
エソンヌ県北部に位置し、全体が完全にパリ都市圏に統合されている。かつては州であり、現在は自然上の地方区分であるユルポワ地方の中心に位置している。その面積は西側を基盤として東側に突き出た三角形の形をおおよそなっており、総面積のうち54％はいまだ農村地域とみなされ、重要なヴェリエールの森に覆われている。都市部はコミューン面積の東半分に集中し、川が境界となって南側から切り離している。コミューンは、自然界における境界となる3つの河川のほとりにある。南から東のビエーヴル川、西のシグリー川、北東のゴデ川である。

## 由来

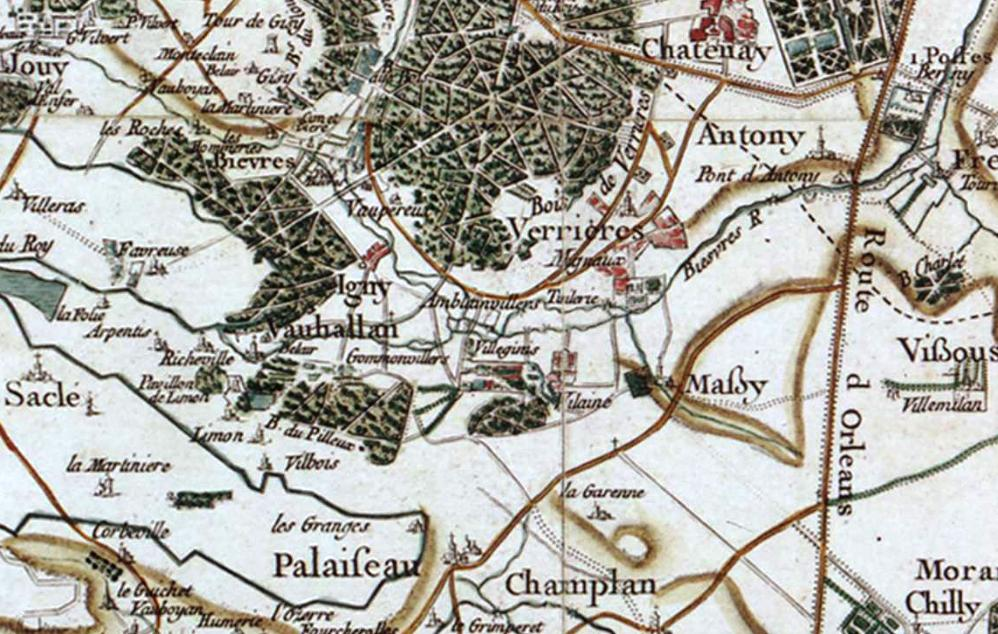
17世紀のカッシーニ地図に登場するヴェリエール

ヴェリエールの名は8世紀、サン・ジェルマン・デ・プレ修道院の資産として初めて引用された。11世紀にはVerdrariæ、1027年にはVedzariæ、13世紀にはVitreriæとして進化し、1236年にVerrarias、15世紀初めにVoerrièresとなり、16世紀には現在の名称になった。
フランス革命後の1793年、単純にVerrieresの名でコミューンとなったが、ルイ14世時代には既に言及されていたという重要な森林にちなんで、1801年にアクサン・グラーヴとle-Buissonが追加された。

## 人口統計
| 1962年 | 1968年 | 1975年 | 1982年 | 1990年 | 1999年 | 2006年 | 2014年 |
| ------ | ------ | ------ | ------ | ------ | ------ | ------ | ------ |
| 7063   | 9852   | 11400  | 13555  | 15710  | 15923  | 15848  | 15711  |

参照元:1962年から1999年までは複数コミューンに住所登録をする者の重複分を除いたもの。それ以降は当該コミューンの人口統計によるもの。1999年までEHESS/Cassini、2006年以降INSEE。

## 姉妹都市
- ヘーフェルホーフ、ドイツ[11]
- スウォンリー、イギリス[12]
- ゾルゴ、ブルキナファソ[13]

## 出身者
- ダニエル・ウィルデンシュタイン - 画商、絵画史研究家